# میاندارزرنه
میاندارزرنه یکی از روستاهای استان ایلام است که در دهستان زرنه بخش زرنه شهرستان ایوان واقع شده‌است.